# 로슈성

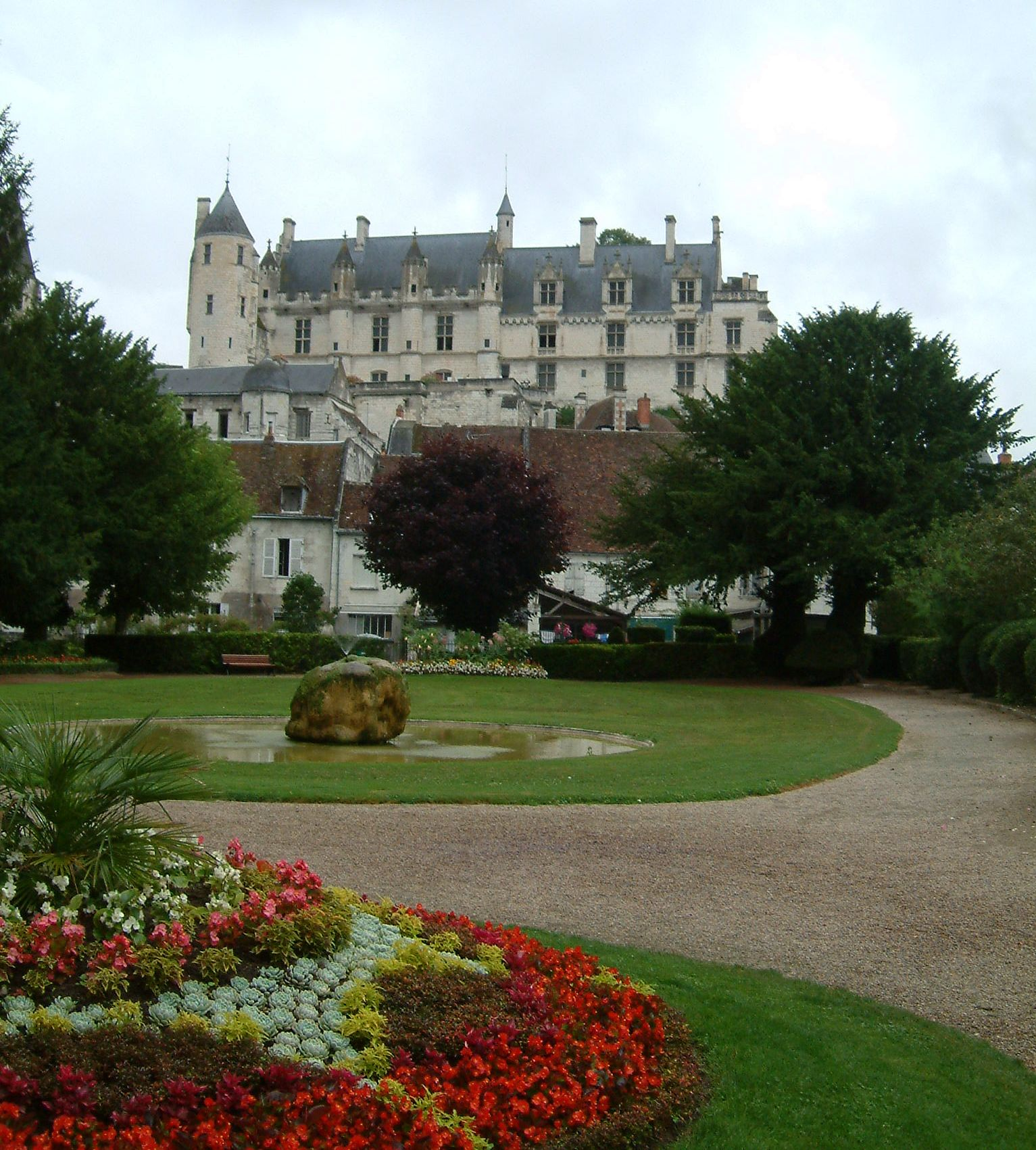
정면에서 바라본 성의 모습

로슈성(프랑스어: Château de Loches)은 프랑스 루아르 계곡 안, 앵드르에루아르주에 위치하며, 9세기에 처음 건립된 오래된 고대의 성이다. 앵드르 강 위 1600 피트를 넘어서 지어진 거대한 성으로, 육중한 정사각의 본성(本城, keep)으로 유명하며, 로슈 마을을 압도한다.